# Herrarnas fristående i gymnastik vid olympiska sommarspelen 1996
Herrarnas fristående i gymnastik vid olympiska sommarspelen 1996 avgjordes den 20-28 juli i Georgia Dome.

## Medaljörer
| Gren       | Guld                          | Silver             | Brons                  |
| Fristående | Ioannis Melissanidis Grekland | Li Xiaoshuang Kina | Aleksej Nemov Ryssland |

## Resultat

### Kval
| Placering | Gymnast                    | Poäng  |
| --------- | -------------------------- | ------ |
| 1         | Jevgeni Podgorny (RUS)     | 19.549 |
| 2         | Vitalj Stjerbo (BLR)       | 19.462 |
| 3         | Aleksej Nemov (RUS)        | 19.450 |
| 4         | Ioannis Melissanidis (GRE) | 19.375 |
| 5         | Hryhorij Misiutin (UKR)    | 19.362 |
| 6         | Li Xiaoshuang (CHN)        | 19.350 |
| 8         | Ivan Ivanov (BUL)          | 19.324 |
| 8         | Thierry Aymes (FRA)        | 19.324 |

### Final
| Placering | Gymnast                    | Poäng |
| --------- | -------------------------- | ----- |
|           | Ioannis Melissanidis (GRE) | 9.850 |
|           | Li Xiaoshuang (CHN)        | 9.837 |
|           | Aleksej Nemov (RUS)        | 9.800 |
| 4         | Ivan Ivanov (BUL)          | 9.750 |
| 4         | Thierry Aymes (FRA)        | 9.750 |
| 6         | Jevgeni Podgorny (RUS)     | 9.550 |
| 7         | Vitalj Stjerbo (BLR)       | 9.275 |
| 8         | Hryhorij Misiutin (UKR)    | 9.100 |